# Sonnenheiligtum des Neferirkare
Das Sonnenheiligtum des Neferirkare ist ein bisher unentdecktes altägyptisches Tempel-Bauwerk aus der Zeit der 5. Dynastie, welches unter dem König (Pharao) Neferirkare erbaut wurde, der etwa von 2475 bis 2465 v. Chr. regierte.

## Schriftliche Erwähnungen
Obwohl das Sonnenheiligtum des Neferirkare bisher nicht archäologisch nachgewiesen werden konnte, ist es das am häufigsten schriftlich belegte aller sechs bekannten Sonnenheiligtümer der 5. Dynastie. Der Palermostein und die Abusir-Papyri stellen hierbei die wichtigsten Quellen dar und erlauben eine recht detaillierte Rekonstruktion des Bauwerks. So lässt sich dem Palermostein entnehmen, dass das Sonnenheiligtum einen Obelisken, an der Südecke eine Konstruktion für eine Barke sowie zwei kupferne, acht Ellen lange Barken besaß.
Die Abusir-Papyri gehen besonders auf Kult- und Wirtschaftsgebäude ein. So erwähnen sie die „östlichen Lagerhäuser“, einen Raum für ein „Boot der Maat“, eine Halle namens „Sedfest-Palast“ und den „Altar des Re“. Detailliert werden außerdem Lieferungen für den Totentempel der Neferirkare-Pyramide aufgelistet. Das Sonnenheiligtum scheint damit das eigentliche Zentrum des königlichen Totenkults gewesen zu sein. Ein wichtiger Hinweis zur Lokalisierung ist der Vermerk, dass die Lieferungen für Neferirkares Totentempel gerudert, also per Schiff transportiert wurden. Das Sonnenheiligtum scheint sich also nicht in unmittelbarer Nähe der Neferirkare-Pyramide in der Nekropole von Abusir befunden zu haben.
Verschiedene hohe Beamte, wie Kaiemqed oder Seschemu waren Priester am Tempel.

## Lokalisierung
Warum das Bauwerk trotz seiner guten schriftlichen Belegung bisher nicht lokalisiert werden konnte, ist unklar. So vermutete etwa Herbert Ricke, dass das Neferirkare-Heiligtum mit dem archäologisch nachgewiesenen Sonnenheiligtum des Userkaf in Abu Gurob bei Abusir identisch sei, allerdings wurden an diesem Bauwerk keinerlei inschriftliche Belege für eine Bautätigkeit Neferirkares gefunden. Einen möglichen Hinweis gibt allerdings die Konstruktion des Sonnenheiligtums des Niuserre: Dieses wurde in einer ersten Bauphase nur aus Ziegeln errichtet und erst später in Stein umgebaut. Möglicherweise war ein solcher Umbau auch für das Neferirkare-Heiligtum geplant. Da Neferirkare allerdings nur für wenige Jahre regierte, könnte es dazu nicht mehr gekommen sein und der ursprüngliche Ziegelbau wäre größtenteils zerstört worden.